# Achillessehnenreflex
Der Achillessehnenreflex (ASR, auch Triceps-surae-Reflex) ist ein Reflex, der zur Gruppe der Eigenreflexe gehört.
Der Reflex wird durch einen leichten Schlag auf die Achillessehne ausgelöst. Der afferente Schenkel des Reflexbogens ist der Nervus tibialis, der den Reiz zum Rückenmark leitet, genauer zu dessen Kreuzteil (Sakralabschnitt, S1 und S2). Hier erfolgt die Umschaltung auf den efferenten Schenkel, der ebenfalls über den Nervus tibialis eine reflektorische Kontraktion des Musculus triceps surae auslöst. Hierdurch kommt es zu einer Streckung des Sprunggelenks (Plantarflexion des Fußes).
Bei Funktionsstörungen der Schilddrüse wird dieser Reflex besonders lebhaft auslösbar und kann hier einen diagnostischen Hinweis liefern. Schwere Schäden am Rückenmark können die reflexauslösende Zone verbreitern.
Das Ausbleiben des Reflexes ist ein Hinweis für Schäden im vorderen Kreuzbereich des Rückenmarks, wie sie beispielsweise bei einem Trauma, der Poliomyelitis und der Neurosyphilis vorkommen. Des Weiteren kann ein fehlender Achillessehnenreflex bei Schädigungen der entsprechenden Nervenwurzeln auftreten, zum Beispiel als Folge eines Bandscheibenvorfalls.